# Face-off

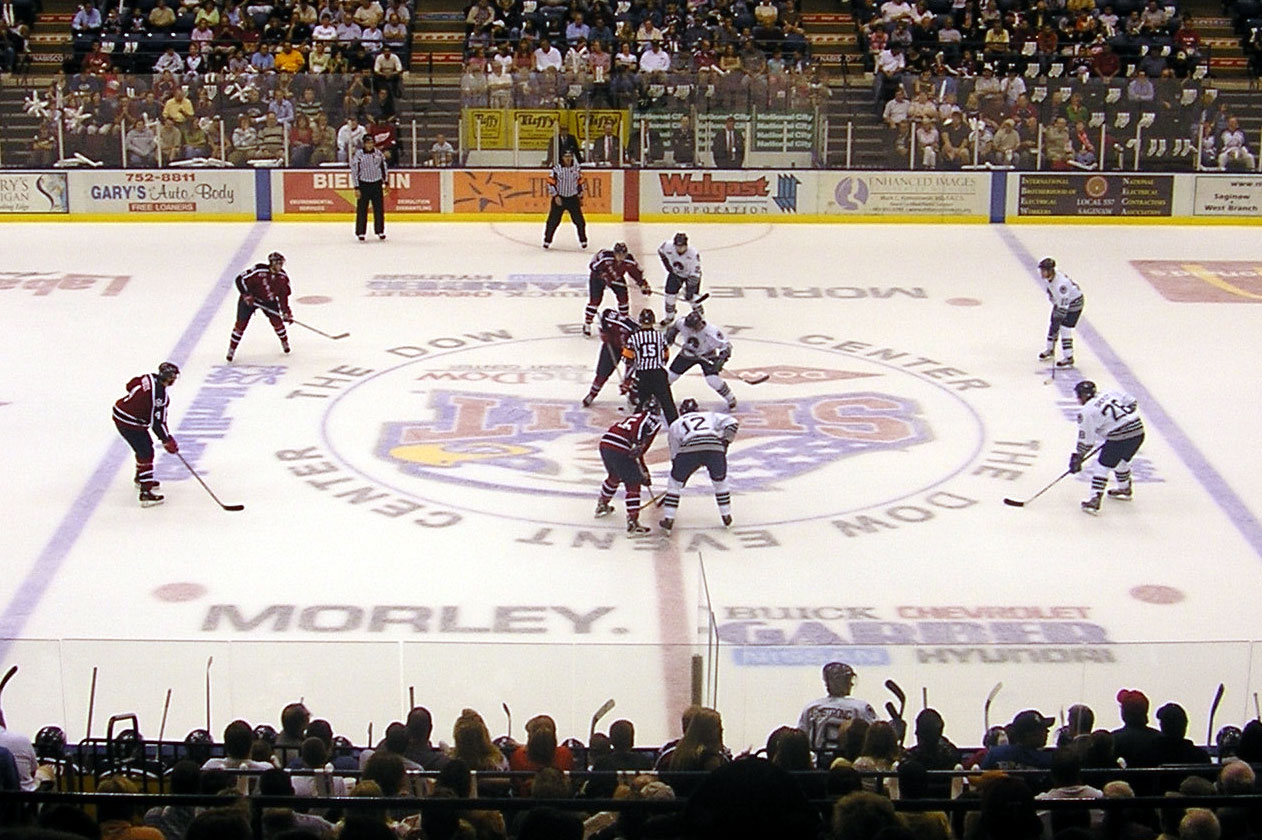
Een face-off in de middencirkel

Een Face-off is de aftrap in ijshockey, elke spelhervatting begint met een face-off. Tijdens een face-off proberen de centre-spelers van elk team de puck te bemachtigen door hem te passen naar een teamgenoot.
Een face-off vindt alleen plaats op een face-offspot, er zijn negen van zulke plekken op het ijs. Eén daarvan zit precies in het midden. De andere acht zijn verdeeld over de beide helften. Van deze vier zijn er twee in de neutrale zone en twee in de verdedigende zone.
Tijdens een face-off proberen de beide centres van de ploegen de puck te bemachtigen, eerder dan de tegenstander. Hierdoor moet de stick van de tegenstander weggetikt worden als de puck het ijs raakt, in de NHL moet de uitspelende centre eerst zijn stick op het ijs leggen. Als een centre regels overtreedt, door bijvoorbeeld te snel de stick van de tegenstander weg te tikken, moet hij vervangen worden door een medespeler, die dan de face-off neemt.
Daarnaast wordt de face-off ook bij floorball gebruikt. Dit wel alleen als aftrap en gelijk na een doelpunt.